# 일하지 않는 자여, 먹지도 마라
일하지 않는 자여, 먹지도  말라(영어: He who does not work, neither shall he eat)라는 표현은, 현대 기독교의 경전 중 하나인 데살로니가후서 3장 10절에 등장하는 표현으로 저자인 사도 바울로가 자주 쓰던 격언으로 테살로니카 신자들에게 보낸 편지에서 바울로의 표현에 따르면 "무질서하게 살아가면서 일은 하지 않고 남의 일에 참견만 하는" 일부 테살로니카의 신자들을 비판하며 묵묵히 일할 것을 권하며 쓴 격언이다. 이후 공산주의권에서는 이 구절을 일종의 정치 표어로 사용하였다.

## 사용의 예
8세기 당나라의 선승인 백장회해도 '일일부작 일일불식'(一日不作 一日不食)과 같은 유사한 말을 남겼다
17세기 영국의 탐험가 존 스미스가 제임스타운에 식민지를 건설했을 때 이 표현을 사용했다고 한다.
이후 블라디미르 레닌이 그의 1917년 저서인 《국가와 혁명》의 5장 "국가 사멸의 경제적 기초"의 3절인 "공산주의 사회의 첫 단계"에서 이 표현을 공산주의의 원칙으로 천명하면서, 공산주의권에서의 사용이 급속히 늘어났다. 이는 생산적 활동을 하는 개인들만이 그에 합당한 소비를 누릴 수 있다는 말이다.
이 표현은 노동자를 겨냥한 것이 아니라 자본가들을 겨냥한 것이었다. 마르크스주의에 의하면, 노동자들의 노동만이 사회의 이윤의 원천이다. 자본가들은 다만 노동자들의 노동력을 구매할 뿐이다. 따라서, 이 표현은 공산주의 사회에서 사회적 이윤을 창출하지 않는 자본가는 자본주의 사회에서처럼 대접을 받을 필요가 없다고 해석될 수 있다. 또한, 장애를 가진 사람들은 이러한 원칙에서 제외된다.
이러한 점은 1936년 소비에트 연방 헌법의 제 12조에 잘 나타나 있다.
"일하지 않는 자여, 먹지도 마라"라는 원칙에 따라 소비에트 연방에서 노동이란 모든 비장애 시민들의 의무이자 명예이다. 소비에트 연방에서 이 원칙은 "능력에 따른 생산, 노동에 따른 분배"라는 공산주의 원칙을 말한다.

대한민국의 민중가요인 〈무노동 무임금을 자본가에게〉에서도 이 구절이 노래의 마지막에 등장한다.
일하지 않는 자여. 먹지도 마라. 자본가여, 먹지도 마라. 무노동 무임금, 노동자탄압 총파업으로 맞서리라!

대한민국 유일 민간 교도소의 표어가 바로 일하지 않는 자여, 먹지도 마라이다.

## 같이 보기
- 공짜 점심은 없다
- 노동에 따른 분배 법칙
- 백장회해